# Aenictus longi
Aenictus longi är en myrart som beskrevs av Auguste-Henri Forel 1901. Aenictus longi ingår i släktet Aenictus och familjen myror.

## Underarter
Arten delas in i följande underarter:
- A. l. longi
- A. l. taivanae